# 佐伯美香 (艺人)
佐伯 美香（1989年10月29日—），栃木縣出身。曾是日本女子團體AKB48初代Team B及打工AKB的成員。現為AKS總務部的職員。

## 來歷
- 2007年5月27日、參加AKB48第一屆研究生（4期生）甄選合格。
- 2007年7月14日、在『AKB48 向日葵组 1st Stage「我的太陽」』公演中的《我和朱丽叶和云霄飞车》和藤江麗奈共同登場。
- 2008年2月3日的夜公演中由研究生昇格到舊Team B成為正式成員。
- 2009年1月8日的公演中，發表由於腳的受傷（棚障害）的治療休養半年，經過半年在7月没有达成重返舞台的目标，同年8月23日在中午全國巡演的日本武道館公演，從AKB48畢業。
- 2010年12月8日，AKB48劇場5周年特別記念公演畢業以来首次回來，相隔約一年半在歌迷面前表現。
- 2014年10月27日、披露成為「打工AKB（日语：AKB48のオーディション#バイトAKB48 プロジェクト）」成員之一，並於AKB48官網上登錄公式資料[1]。
- 2014年12月16日，在第4屆AKB紅白對抗歌合戰，與柏木由紀一起演唱《無望之淚》。
- 2015年1月24日，在東京巨蛋表演廳舉行的AKB48 setlist best 1035中，與AKB48三期生渡邊麻友、柏木由紀、田名部生來、HKT48成員多田愛佳、JKT48成員仲川遙香等六人演唱《初日》。[2]
  - 翌日在同一場地再次與柏木由紀演唱《無望之淚》。[3]
- 2015年2月28日，在秋葉原AKB48劇場舉行的唯一一次打工AKB的公演。[4]

## 人物
- 是第一位从研究生升格为正式成员。
- 在第一屆選拔總選舉並未入圍。

## AKB48在籍時的劇場公演小組曲
向日葵组 1st Stage「我的太阳」公演
1. 我和朱丽叶和云霄飞车

※2007年7月14日・9月30日的公演中、為中西里菜／佐藤由加理的代役出演。
TeamB 2nd Stage 「想见你」公演
1. 愛之PLAN

TeamB 3rd Stage「睡衣兜风」公演
1. 無望之淚（途中畢業）

## 出演

### 電台
- ON8（2008年3月24日、bayfm）
- AKB48 明日までもうちょっと。（2008年4月28日、文化放送）

## 註解
1. ↑  . ORICON STYLE (オリコン). 2014-10-27  [2014-10-27]. （原始内容存档于2014-10-27）.
2. ↑  バイトAKB佐伯、6年越し「初日」 リクアワ4日目夜【順位一覧】 （页面存档备份，存于） Oricon Style，2015年1月24日，2015年5月26日查閱。
3. ↑  AKB48リクアワ最終公演25位～1位まで！！卒業、チャレンジ、色んな想いを音楽に重ねて濃厚な5日間に幕を下ろす！ （页面存档备份，存于） Girls News，2015年1月28日, 2015年5月26日查閱。
4. ↑  バイトＡＫＢ最初で最後の劇場公演　佐伯美香、次の夢は… （页面存档备份，存于） Sponichi Annex, 2015年3月1日, 2015年5月26日查閱。

## 外部連結
- 佐伯美香的X（前Twitter）

- 佐伯美香的Instagram帳戶